# Wilhelm Brandt (religionshistoriker)

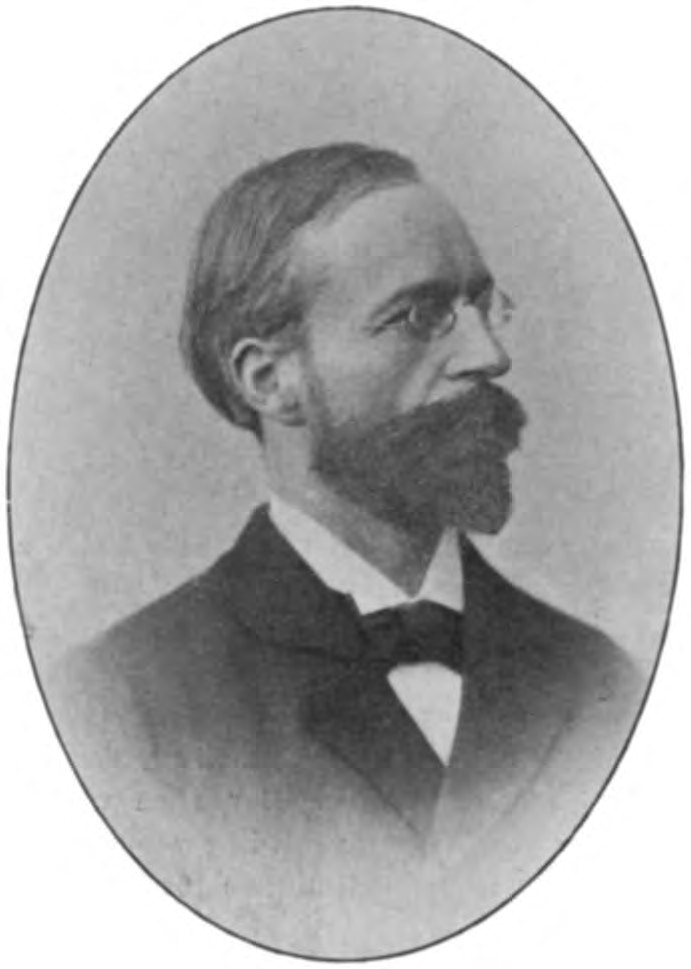
Wilhelm Brandt 1898.

August Johann Heinrich Wilhelm Brandt, född den 22 juli 1855 i Amsterdam, död där den 4 mars 1915, var en holländsk religionsforskare och universitetslärare.
Brandt blev först präst i den reformerta kyrkan, men tog avsked 1891. Han fortsatte sina studier i Strassburg och Berlin samt var 1893–1908 teologiprofessor i Amsterdam. Han är mest känd som banbrytare i studiet av den mandeiska religionen genom de betydelsefulla skrifterna Die mandäische Religion (1889) och Mandäische Schriften aus der grossen Sammlung heiliger Bücher genannt Genzá oder Sidrá Rabbd (översättning, 1893).